# 정성환 (배우)
정성환(1974년 7월 22일 ~ )은 대한민국의 배우이다. 1993년 연극으로 데뷔한 그는 이듬해 1994년 영화 《세상 밖으로》의 단역을 통해 영화배우로 데뷔하였다. 1년 후인 1995년 SBS 서울방송 공채 5기 탤런트로 정식 데뷔하였다.

## 학력
- 신성전문대학 세무경영학과 전문학사
- 한세대학교 신문방송학과 학사
- 한세대학교 대학원 경영학과 경영학 석사

## 출연작

### 드라마
- 1995년 SBS 드라마 스페셜 《째즈》 ... 강한새 역
- 1996년 KBS2 수목드라마 《컬러 - 보라 (보랏빛 블라인드를 열면)》 ... 이형조 역
- 1997년 KBS2 월화드라마 《내 안의 천사》
- 1998년 SBS 드라마 스페셜 《단단한 놈》 ... 오태주 역
- 2000년 SBS 창사 10주년 특별기획 《덕이》 ... 정병호 역
- 2001년 KBS2 단막극 《KBS 드라마시티 - 2월 이야기》
- 2001년 KBS2 단막극 《KBS 드라마시티 - 윤사월》 ... 동수 역
- 2001년 KBS2 주말연속극 《아버지처럼 살기 싫었어》 ... 정석훈 역
- 2001년 SBS 드라마 스페셜 《피아노》 ... 영탁 역
- 2002년 MBC 수목드라마 《로망스》 ... 이은석 역
- 2003년 SBS 특별기획 《태양속으로》 ... 이승하 역
- 2004년 KBS2 수목드라마 《해신》 ... 창겸 역
- 2005년 SBS 금요드라마 《그 여자》 ... 구도연 역
- 2006년 SBS 월화드라마 《101번째 프러포즈》 ... 정우석 역
- 2007년 SBS 대기획 《로비스트》 ... 김성주 역
- 2009년 SBS 아침연속극 《녹색마차》 ... 서정하 역
- 2014년 SBS 아침연속극 《나만의 당신》 ... 이준하 역

### 영화
- 1994년 《세상 밖으로》
- 2002년 《폰》 ... 차진우 역
- 2005년 《열 번째 비가 내리는 날》 ... 이민호 역

### 광고
- 2002년 KTF

## 가족
- 형제: 형 2명